# Josh Wilson-Esbrand
Joshua Darius Kamani Wilson-Esbrand (Hackney, 26 dicembre 2002) è un calciatore inglese, difensore del Manchester City.

## Biografia
È nato ad Hackney, nella Grande Londra. Ha origini giamaicane.

## Carriera

### Club
Nel 2019, Wilson-Esbrand ha lasciato il West Ham Utd per unirsi all'academy del Manchester City. Il 21 settembre 2021 ha fatto il suo debutto professionale quando è stato nominato nella formazione titolare del Manchester City contro il Wycombe in EFL Cup.
Il 10 gennaio 2023 si e unito al Coventry City in prestito per il resto della stagione 2022-23. Ha fatto parte della squadra del Coventry che ha raggiunto i play-off ma è rimasto in panchina quando sono stati battuti 6-5 ai rigori dal Luton Town in finale.

### Nazionale
Nel novembre 2019 ha rappresentato l'Inghilterra Under-18. L'11 novembre 2021 ha debuttato con l'Under-20 in una sconfitta per 2-0 contro il Portogallo nel Torneo Otto Nazioni.

## Statistiche

### Presenze e reti nei club
Statistiche aggiornate al 1º agosto 2024.
| Stagione        | Squadra         | Campionato      | Campionato | Campionato | Coppe nazionali | Coppe nazionali | Coppe nazionali | Coppe continentali | Coppe continentali | Coppe continentali | Altre coppe | Altre coppe | Altre coppe | Totale | Totale | Totale |
| Stagione        | Squadra         | Comp            | Pres       | Reti       | Comp            | Pres            | Reti            | Comp               | Pres               | Reti               | Comp        | Pres        | Reti        | Pres   | Reti   |        |
| --------------- | --------------- | --------------- | ---------- | ---------- | --------------- | --------------- | --------------- | ------------------ | ------------------ | ------------------ | ----------- | ----------- | ----------- | ------ | ------ | ------ |
| 2021-2022       | Manchester City | PL              | 0          | 0          | FACup+CdL       | 0+1             | 0               | UCL                | 0                  | 0                  | CS          | 0           | 0           | 1      | 0      |        |
| 2022-gen. 2023  | Manchester City | PL              | 0          | 0          | FACup+CdL       | 0               | 0               | UCL                | 2                  | 0                  | CS          | 0           | 0           | 2      | 0      |        |
| gen.-giu.2023   | Coventry City   | FLC             | 14         | 0          | FACup+CdL       | 0               | 0               |                    | -                  | -                  |             | -           | -           | 14     | 0      |        |
| 2023-gen. 2024  | Stade Reims     | L1              | 11         | 1          | CF              | 2               | 0               |                    | -                  | -                  |             | -           | -           | 13     | 1      |        |
| gen.-giu.2024   | Cardiff City    | FLC             | 11         | 0          | FACup+CdL       | 0               | 0               |                    | -                  | -                  |             | -           | -           | 11     | 0      |        |
| Totale carriera | Totale carriera | Totale carriera | 36         | 1          |                 | 3               | 0               |                    | 2                  | 0                  |             | -           | -           | 41     | 1      |        |

## Palmarès

### Club

#### Competizioni nazionali
- Community Shield: 1

Manchester City: 2024